# Oskar Laske
Oskar Laske (ur. 8 stycznia 1874 w Czerniowcach, zm. 30 listopada 1951 w Wiedniu) – austriacki malarz, grafik i architekt.

## Życiorys
Był najstarszym synem mistrza budowlanego i architekta Oskara Laskego i Xavery Fiali, córki mistrza budowlanego Antona Fiali z Czerniowic. Jego kuzynem i przyjacielem był pisarz Joseph Gregor. W dzieciństwie wraz z rodzicami przeniósł się do Wiednia, gdzie mieszkał do końca życia. Był narodowości austriackiej, posługiwał się językiem niemieckim, wyznawał rzymski katolicyzm. W latach 1888–1889 malastwa krajobrazowego uczył go Anton Hlávacek. 
Studiował architekturę w Wiedniu u Karla Königa (1892–1898). Uczył się w Akademii Sztuk Pięknych w Wiedniu u Ottona Wagnera (1899–1901). Pracował w biurze architektonicznym swego ojca od 1901 roku. Zwrócił się w kierunku malarstwa i rysunku w 1904 roku, ostatecznie porzucił architekturę na rzecz malarstwa około 1910 roku. Należał do Jungbundu od 1905 roku, do Hagenbundu od 1907 roku, Secesji Wiedeńskiej od 1924 roku oraz do Künstlerhausu od 1928 roku. Działał w Monnickendam i Amsterdamie w 1912 roku. Następnie pracował w Dordrechcie od 1912 do 1914 roku. Podczas I wojny światowej przebywał w Galicji, Słowenii i Istrii w stopniu oficerskim, a także na froncie nad Izonzo (zob. bitwy nad Isonzo). Później pracował jako cesarsko-królewski malarz wojenny. Podróżował po Europie i Bliskim Wschodzie. W 1916 roku poślubił pianistkę i nauczycielkę muzyki Emilie Klein (1882-1948). Rozpoczął pisanie dziennika w 1941 roku. 
Jego uczennicą była Emma Bormann. Członek honorowy londyńskiego stowarzyszenia Society of Painters, Pictors and Engravers (1926) oraz Vereins Deutscher Buchkünstler in Leipzig (1928).  
Został pochowany na cmentarzu Lainzer Friedhof w Wiedniu razem z Emilie Laske, Louise Damisch, Gertude Melingo oraz Lilly Schulz-Laske.

## Nagrody
- Złoty Medal Międzynarodowej Bugry w Lipsku (1925)[5]
- Złoty Medal Państwowy (1931)[5]
- Nagroda Miasta Wiednia (1948)[5]

## Twórczość
Zajmował się grafiką (litografie), malarstwem (malarstwo olejne, akwarele, gwasze) i architekturą. Początkowo pozostawał pod wpływem impresjonizmu. Najbardziej jego znane prace malarskie cechuje humor, fantazja i zbliżenie się do groteski.
Tworzył m.in. martwe natury, dzieła historyczne, biblijne i rodzajowe. Ilustrował książki, m.in. , Fausta, Dyla Sowizdrzała, bibliofilskie wydanie Przypadków Robinsona Kruzoe. Projektował także plakaty i witraże. Pracował jako scenograf w wiedeńskim Burgtheater.

### Dzieła architektoniczne

#### Budynki mieszkalne
- Wiedeń 13, Kopfgasse 8 (1899–1900)[5]
- Wiedeń 10, Oberlaaer Straße 233 (1900, zburzony)[5]
- Wiedeń 3, Linke Bahngasse 5 i 7 (z firmą budowlaną Laske & Fiala, 1900–1901; dekoracja elewacji nie zachowała się)[5]
- kamienica Flora-Hof(inne języki) w Wiedniu w stylu secesyjnym (1901–1902)[19]
- budynek mieszkalno-usługowy "Zum weißem Engel", Wiedeń 1, Bognergasse 9 / Naglergasse 10 (z firmą budowlaną Laske & Fiala, 1901–1902)[5]
- Wiedeń 7, Lerchenfelderstraße 139 (z firmą budowlaną Laske & Fiala, 1902)[5]
- Wiedeń 7, Neustiftgasse 67-69 (z firmą budowlaną Laske & Fiala, 1904)[5]
- Wiedeń 12, Arndtstraße 77 (z firmą budowlaną Laske & Fiala, 1904)[5]
- Wiedeń 14, Tyberggasse 8 (1905)[5]
- Wiedeń 2, Rustenschacherallee 30 (dawniej: Prater Gürtelstraße, 1907, zburzony)[5]

#### Budynki przemysłowe, handlowe i inne
- budynek Konsumanstalt der Berndorfer Metallwarenfabrik w Berndorfie (1904)[5]
- fabryka mięsa i wędlin w Berndorfie  (1908)[5]
- piekarnia jasnego i ciemnego pieczywa w Berndorfie  (1908)[5]
- hala fabryczna Vereinigte Electricitäts-Actiengesellschaft, Wiedeń 10, Gudrunstraße 187  (1908[5])
- pomnik wojenny w Czerniowcach (rok nieznany)[5]

#### Projekty wnętrz
- projekt wnętrz kabaretu „Nachtlicht” (1904)
- Jörgerbad, Wiedeń 17, Jörgerstraße 42-44, malowidła ścienne (zwierzęta z Arki Noego, 1912–1914)
- Uniwersytet Ekonomiczny w Wiedniu 19, Franz-Klein-Gasse, widoki na porty w Konstantynopolu, Nowym Jorku, Hamburgu i Trieście na bocznych panelach ściennych foyer (1915–1916)

#### Projekty niezrealizowane
- Pomnik Pokoju Światowego, Haga (1910)
- Wiedeńska Izba Przemysłowo-Handlowa (rok nieznany; konkurs)
- poczta główna (rok nieznany; konkurs)
- obiekt uzdrowiskowy (rok nieznany; konkurs)

## Galeria

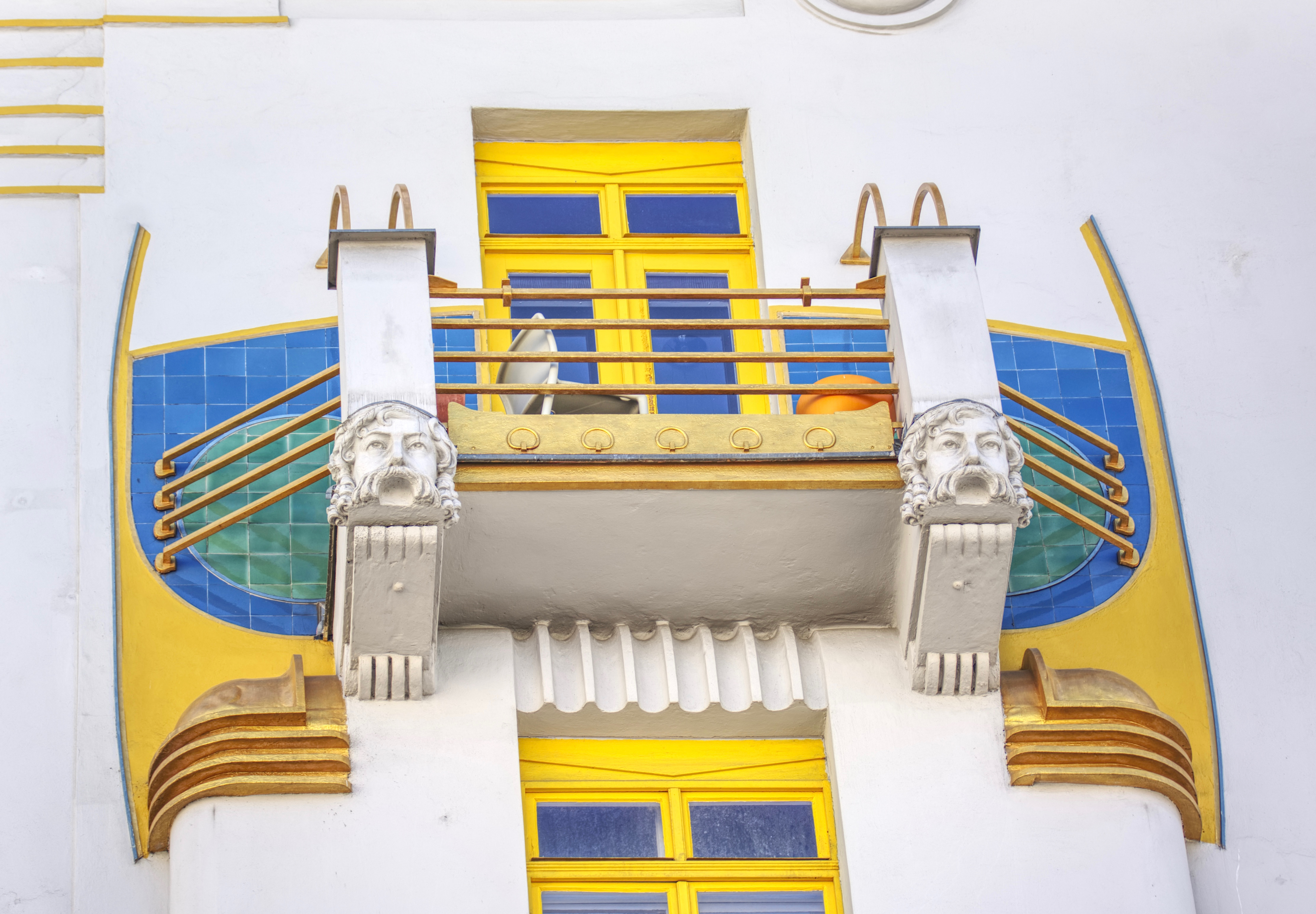
Balkon Flora-Hof
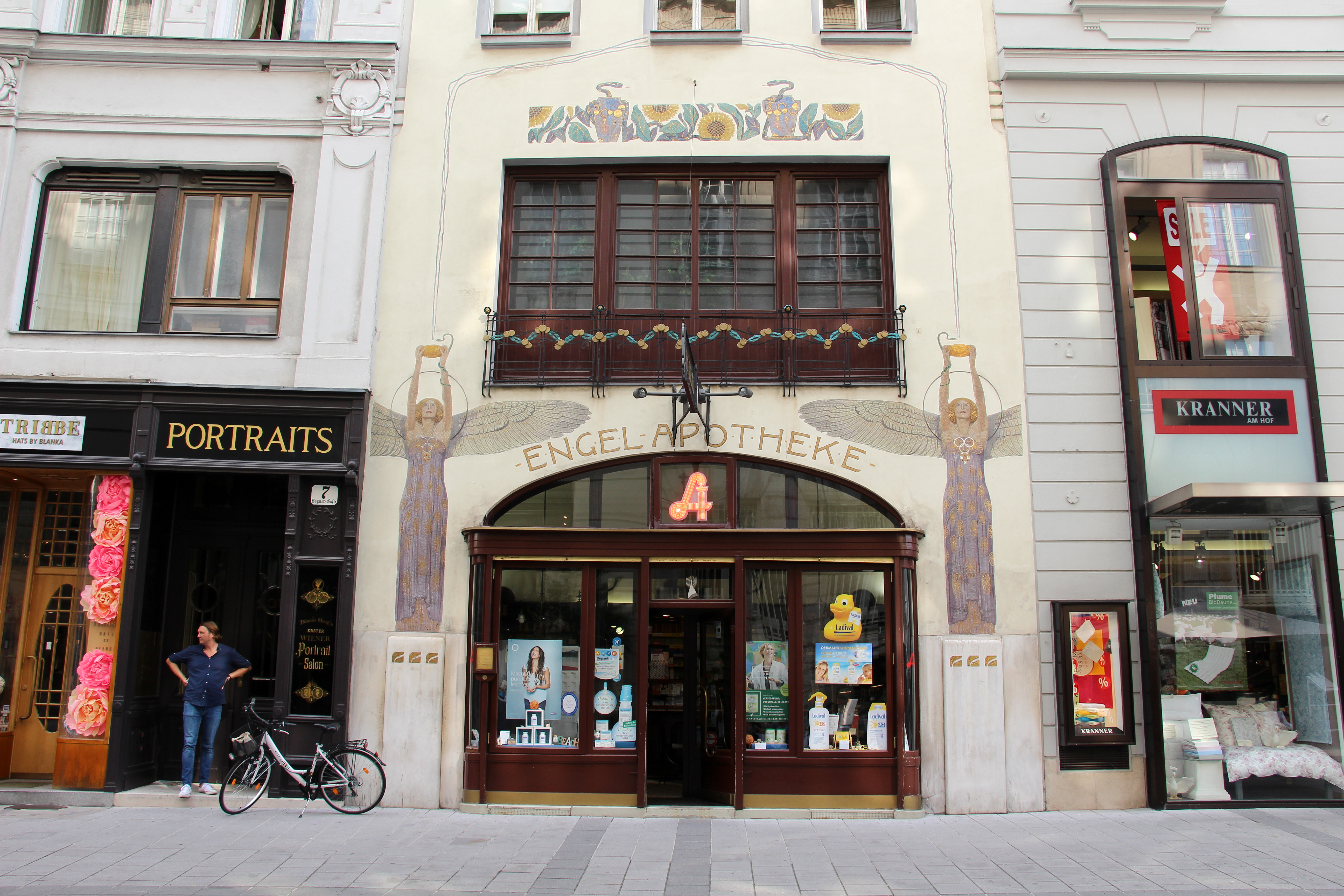
Apteka Engel w Wiedniu
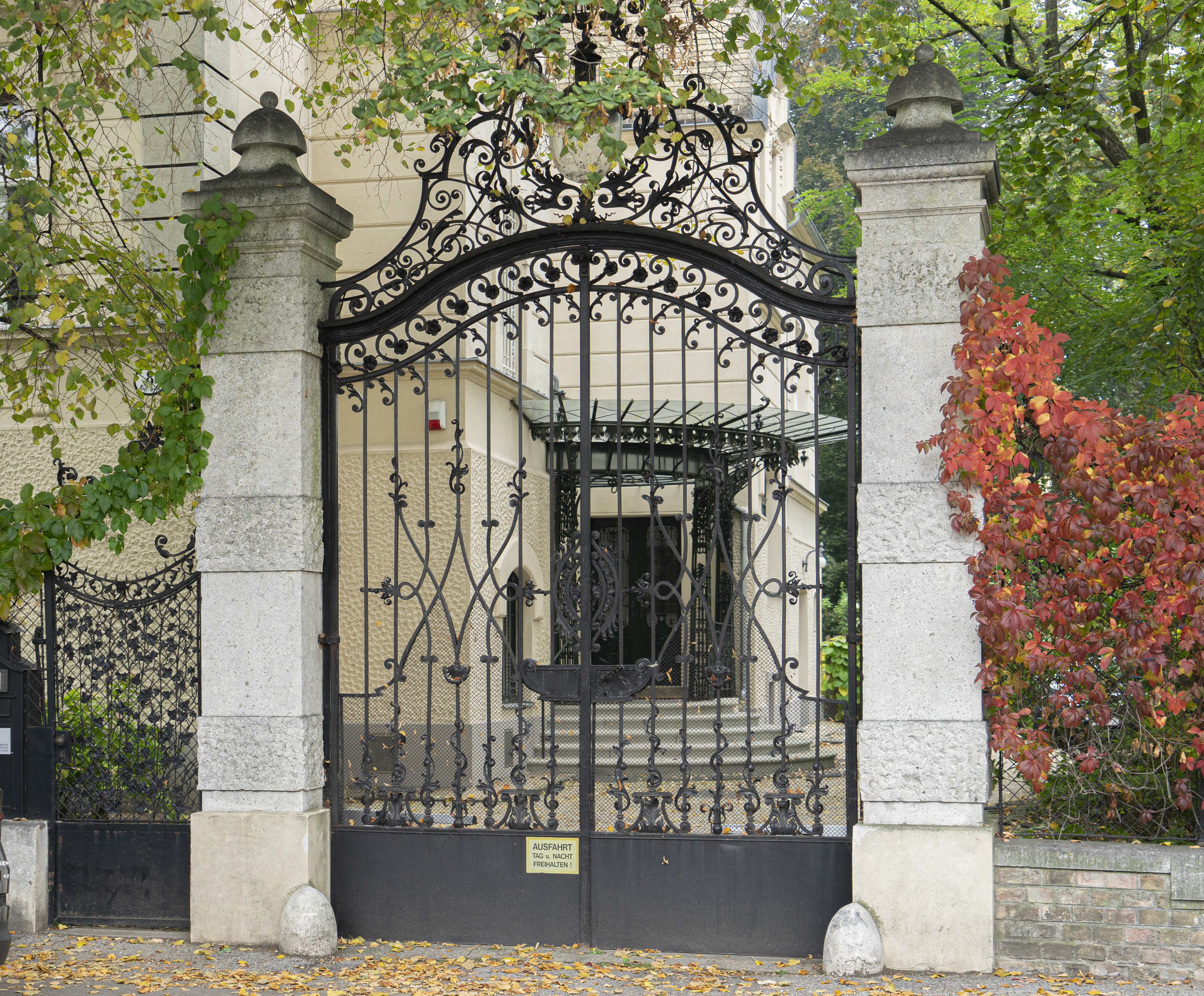
Villa Uzel, Kopfgasse 8
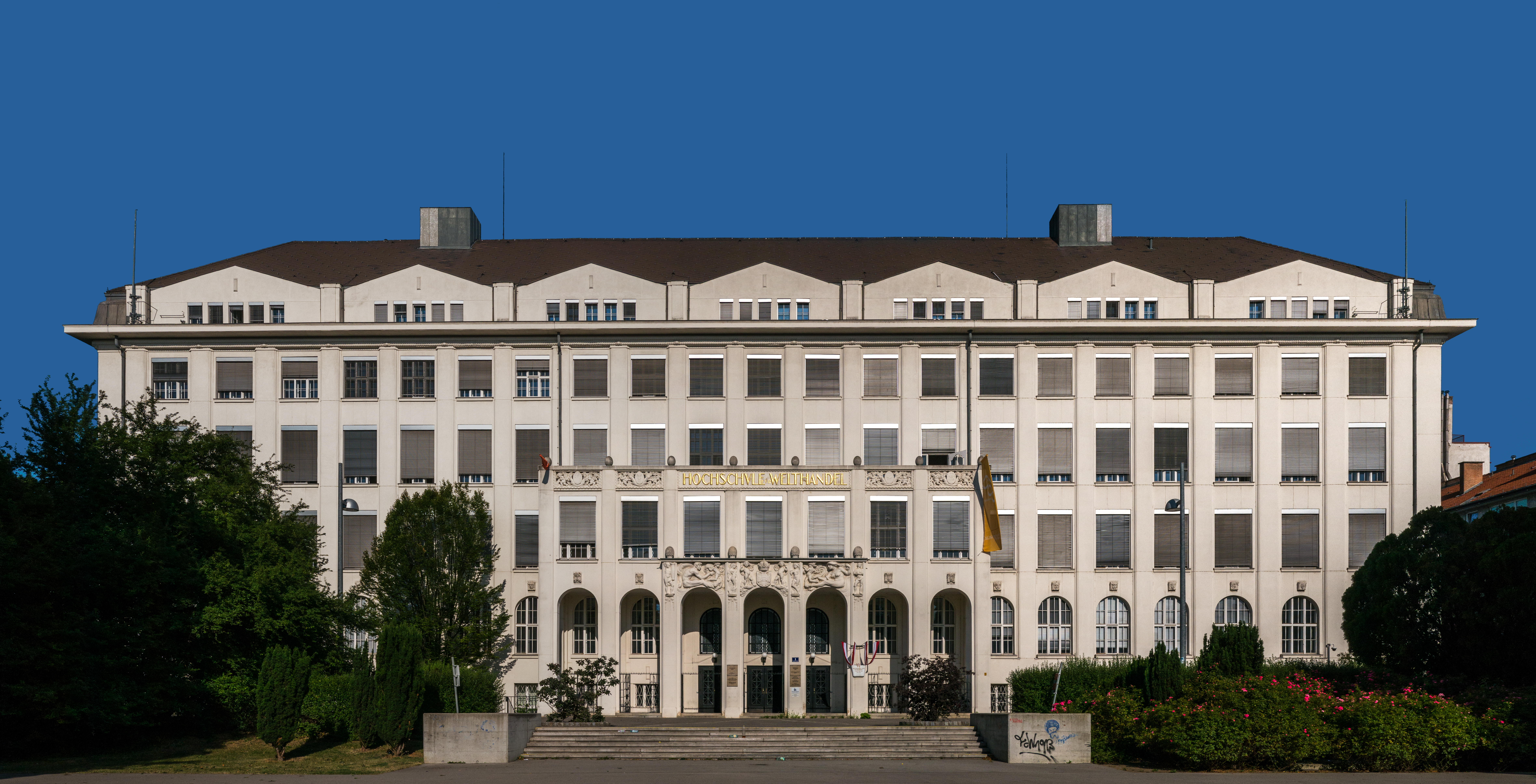
Gmach Uniwersytetu Ekonomicznego w Wiedniu
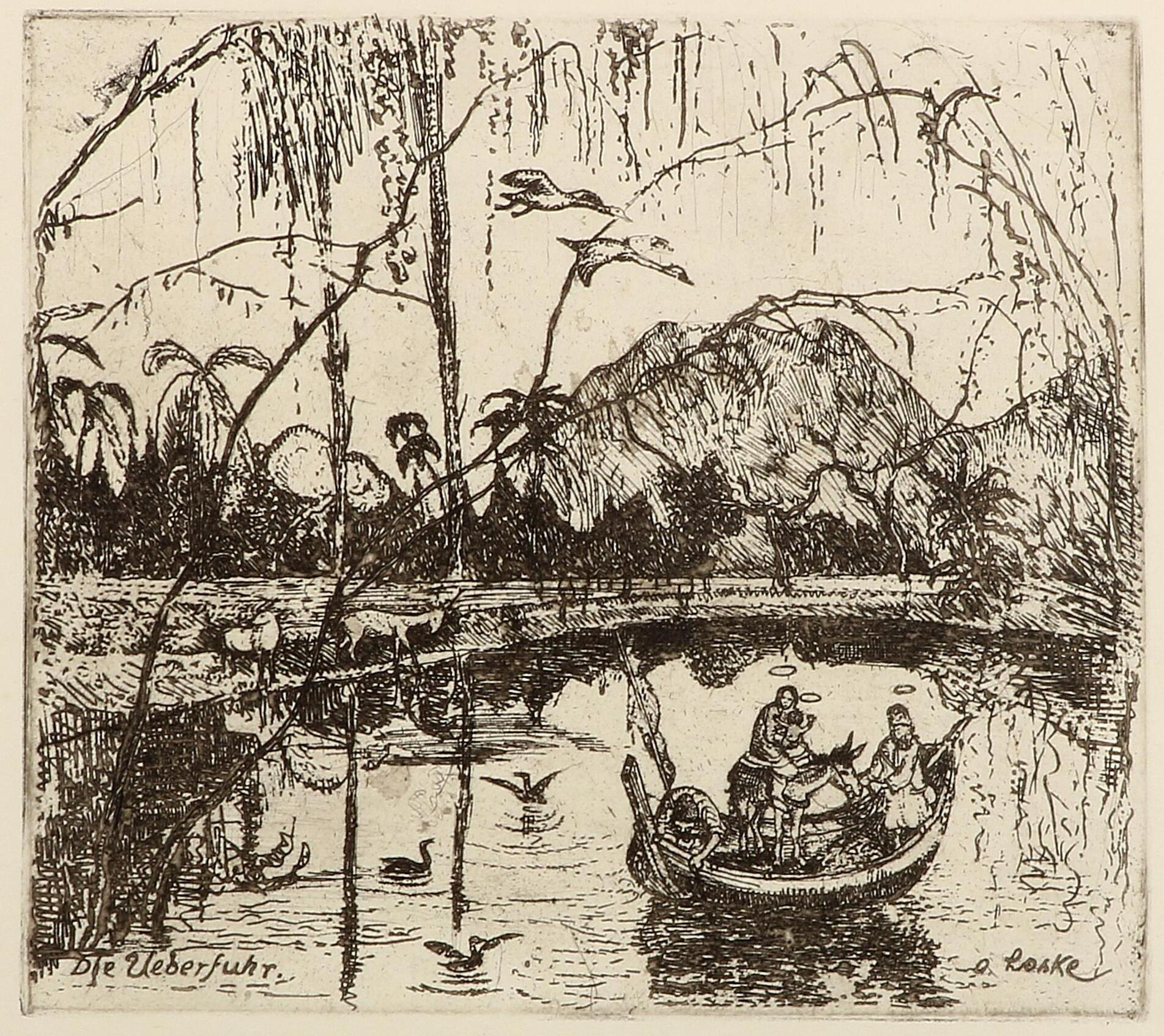
Die Überfuhr, akwaforta, 1922
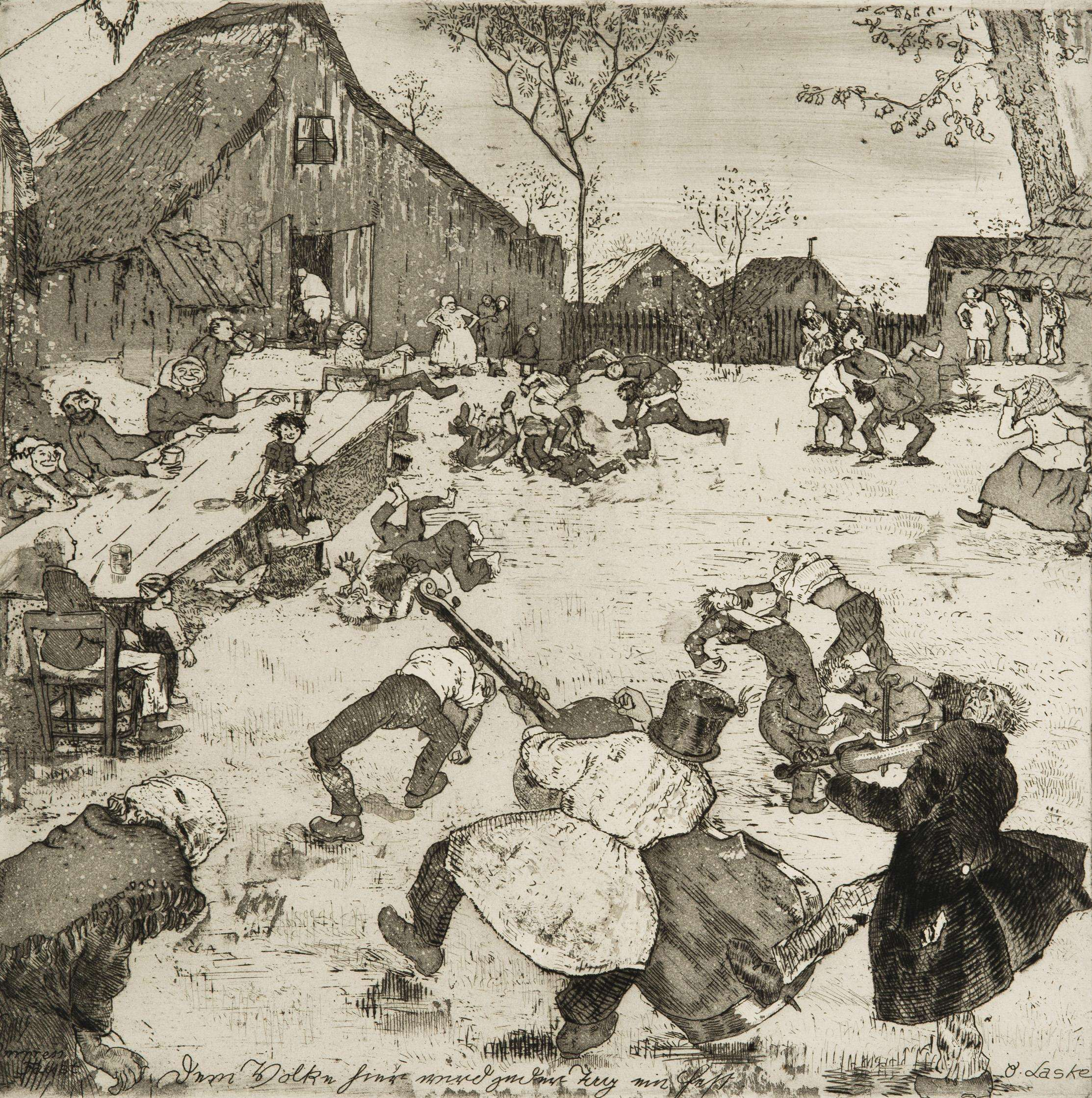
Akwaforta z cyklu Faust Impressionen
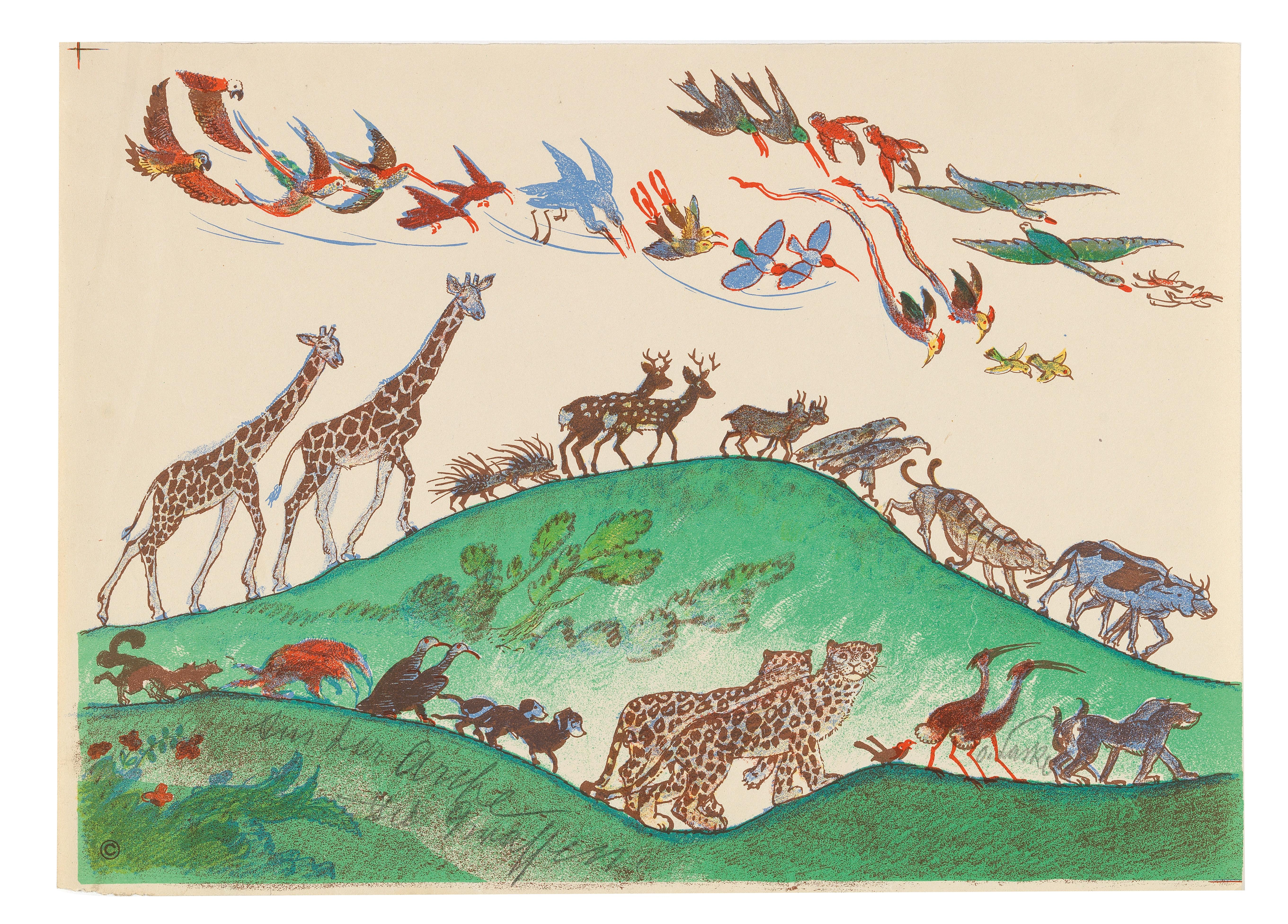
Die Giraffen, litografia
In Lunca Siretului, litografia
Weiße Rose, technika mieszana, 1940
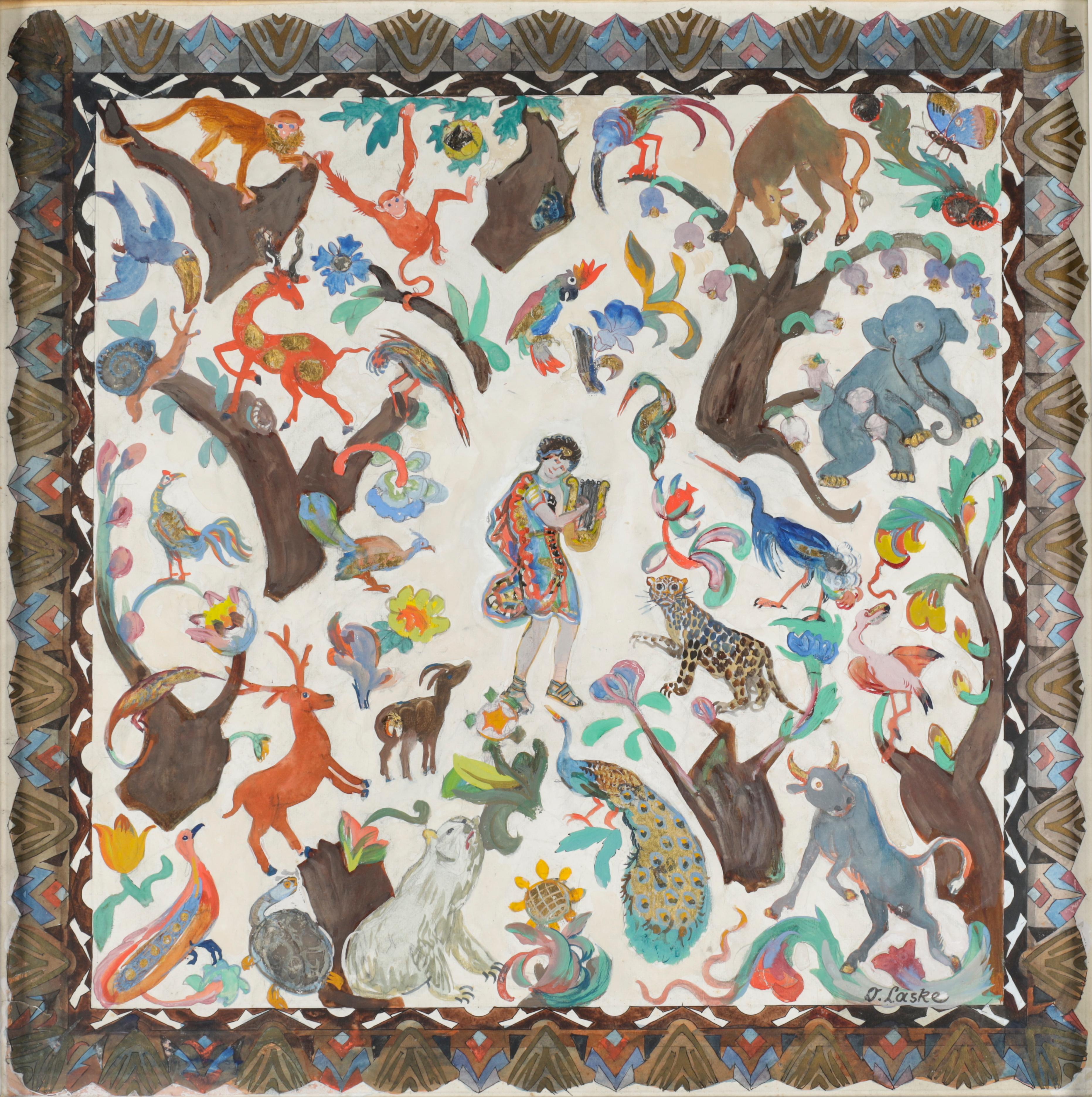
Orpheus und die Tiere, technika mieszana
Venedig, akwarela
Am Kocherfluss, gwasz i akwarela
Kremsmünster, gwasz i akwarela
Große Wolke, akwarela i gwasz 1950